# El ferrocarril subterráneo
El ferrocarril subterráneo (título original en inglés: The Underground Railroad) es una novela del escritor estadounidense Colson Whitehead. Fue publicada en el año 2016 y traducida al español en 2017.
Colson Whitehead es uno de los pocos autores en haber recibido dos veces un Premio Pulitzer de Ficción, al recibir el premio para esta novela en el 2017 y, en el año 2020, para su novela Los chicos de la Nickel.

## Argumento
El libro alterna entre la perspectiva del personaje principal, Cora, y capítulos contados desde la perspectiva de otros personajes. Los personajes más destacados son: Ajarry, la abuela de Cora; Ridgeway, un cazador de esclavos; Stevens, un médico de Carolina del Sur que realiza un experimento social; Ethel, la esposa de un agente de la estación de Carolina del Norte; Caesar, un compañero esclavo que escapa de la plantación con Cora; y Mabel, la madre de Cora. La trama tiene lugar en Georgia, Carolina del Sur, Carolina del Norte, Tennessee, Indiana y (un indefinido) "Norte".
Cora es una esclava de 15 años en una plantación de algodón en Georgia y marginada después de que su madre Mabel se escapó sin ella. Está resentida con su madre por haberse escapado, aunque luego se revela que ella trató de venir por Cora, pero murió por la mordedura de una serpiente. Caesar se acerca a Cora con un plan de escape. Reacia al principio, finalmente acepta a medida que empeora su situación con su amo y sus compañeros esclavos. Durante su huida, se encuentran con un grupo de cazadores de esclavos, que capturan a la joven amiga de Cora, Lovey. Cora se ve obligada a matar a un niño de doce años para protegerse a sí misma y a César, eliminando cualquier posibilidad de un trato misericordioso en caso de que la vuelvan a capturar. Con la ayuda de un abolicionista sin experiencia, Cora y Caesar encuentran el Ferrocarril Subterráneo, representado literalmente como un sistema de trenes subterráneos que recorre todo el sur y transporta a los fugitivos hacia el norte. Toman un tren a Carolina del Sur.
Al enterarse de su fuga, Ridgeway comienza a perseguir a la pareja, en gran parte en venganza por Mabel, quien es la única fugitiva que nunca ha logrado capturar. Cora y Caesar se han establecido en un lugar cómodo en Carolina del Sur bajo nombres falsos. Carolina del Sur está promulgando un programa en el que el gobierno es dueño de antiguos esclavos, pero los emplea, les proporciona tratamiento médico y les da viviendas comunales. Los dos disfrutan de su tiempo allí y posponen la decisión de irse hasta que Cora se entera de los planes para esterilizar a las mujeres negras y usar a los hombres negros como sujetos de prueba en un experimento para rastrear la propagación y los efectos degenerativos de la sífilis. Ridgeway llega antes de que los dos puedan irse y Cora se ve obligada a regresar sola al Ferrocarril. Más tarde se entera de que Caesar fue asesinado por una turba enfurecida después de haber sido atrapado y encarcelado por Ridgeway.
Cora finalmente llega a una estación cerrada en Carolina del Norte. La encuentra Martin, el hijo del ex operador de la estación. Carolina del Norte ha decidido recientemente abolir la esclavitud, utilizando en su lugar sirvientes contratados, y ejecuta violentamente a los esclavos fugitivos que se encuentran en el estado (así como a algunos libertos). Martin, aterrorizado por lo que los habitantes de Carolina del Norte podrían hacerle a un abolicionista, esconde a Cora en su ático durante varios meses. Cora se enferma y la esposa de Martin, Ethel, la trata a regañadientes. Mientras Cora baja del ático, se lleva a cabo una redada en la casa y Ridgeway la vuelve a capturar, mientras que Martin y Ethel son ejecutados por la turba.
Ridgeway lleva a Cora de regreso a Georgia, desviándose por Tennessee para devolver otro esclavo a su amo. Mientras se detiene en Tennessee, el grupo de Ridgeway es atacado por Royal, que nació libre, y dos esclavos fugitivos, quienes liberan a Cora. Cora viaja junto con Royal a una granja en Indiana, propiedad de un hombre negro libre llamado Valentine. La granja está poblada por un número de libertos y fugitivos, que viven y trabajan en armonía. Royal, un operador del Ferrocarril, comienza una relación romántica con Cora, aunque ella tiene dudas debido a una violación por parte de otros esclavos en su infancia.
Una pequeña facción de libertos, temiendo que su vida pacífica se vea arruinada por la presencia de esclavos fugitivos, se opone a albergar a los que no son miembros de la comunidad. Finalmente, la granja se quema y muchas personas, incluido Royal, mueren en una redada de los Hoosiers blancos. Se sostienen varias teorías sobre la fuente del ataque. Ridgeway vuelve a capturar a Cora y la obliga a llevarlo a una estación de ferrocarril cerrada en las cercanías. Cuando llegan, ella lo empuja por un tramo de escaleras, hiriéndolo gravemente. Cuando se lo ve por última vez, susurra ideas sobre el "imperativo estadounidense" a Homer, quien los escribe en su diario. Cora huye por las vías. Finalmente, emerge del subsuelo para encontrar una caravana que viaja hacia el oeste. Uno de los conductores negros la lleva en su carro.

## Recepción
La novela recibió reseñas positivas de los críticos, quienes lo elogiaron por sus comentarios sobre el pasado y el presente de los Estados Unidos.
En 2019, The Underground Railroad ocupó el puesto 30 en la lista de The Guardian de los 100 mejores libros del siglo XXI. La novela fue votada como la mejor de su década en Paste y ocupó el tercer lugar (junto con A Visit from the Goon Squad de Jennifer Egan) en una lista de Literary Hub .

## Premios
La obra ha recibido varios premios:
- National Book Award de 2016.[11]
- Premio Pulitzer, en su categoría de ficción, en el 2017.
- Indies Choice Book Award en el 2017.[12]

## Adaptación televisiva
En 2020 se ha adaptado el libro en una serie de 11 capítulos, dirigida por Barry Jenkins.